# 갈로이탈리아어군
갈로이탈리아어(Gallo-Italic) 또는 갈리아 이탈리아어는 주로 북부 이탈리아에서 사용되는 로망스어군의 한 언어 그룹이다. 중부 및 남부 이탈리아, 스위스, 프랑스, 산마리노에도 소속 언어가 분포한다.
로마 시대 켈트족과 게르만족(롬바르드족 등)이 들어와 살던 이탈리아 북부 즉 갈리아 키살피나 지역에서 발전한 라틴어 변종에서 유래했다. 역사지리적 이유로 북서쪽의 갈로로망스어와 남쪽의 이탈리아달마티아어 사이의 과도적 특징을 가지며, 이에 따라 로망스어군 내에서 명확한 분류를 만드는 데 어려움이 있다. 오늘날 갈로이탈리아어를 사용하는 사람은 소수이며 대부분의 언어가 소멸 위기에 처해있다. 이 지역에서 갈로로망스어는 국가 표준인 이탈리아어 또는 그 지역 변종에 자리를 내주었다.

## 분류
- 피에몬테어
- 리구리아어
- 롬바르디아어
  - 동롬바르디아어 (오로비코어)
  - 서롬바르디아어 (인수브레어)
- 베네토어
- 에밀리아로마냐어

## 남이탈리아의 언어섬
시칠리아에서는 갈로이탈리아어 계통의 방언 내지 언어를 사용하는 공동체들이 발견되며, 그 사용 지역은 과거 노르만족의 시칠리아 정복 이후 수십 년 간(약 1080~1120년) 북이탈리아에서 롬바르드족 계통의 이주민이 유입된 섬의 중동부 지역과 일치한다. 같은 이유로 바실리카타에서도 갈로이탈리아어 방언들이 발견된다.

## 같이 보기
- 베네토어